# 1838 au Nouveau-Brunswick
Chronologie du Nouveau-Brunswick
- 1834
- 1835
- 1836
- 1837
- 1838
- 1839
- 1840
- 1841
- 1842

Cette page concerne des événements survenus en 1838 dans la colonie du Nouveau-Brunswick.

## Naissances
- 21 février : Mathias Nadeau, député
- 27 décembre : Frederick Eustace Barker, député